# 鉄筋コンクリート構造

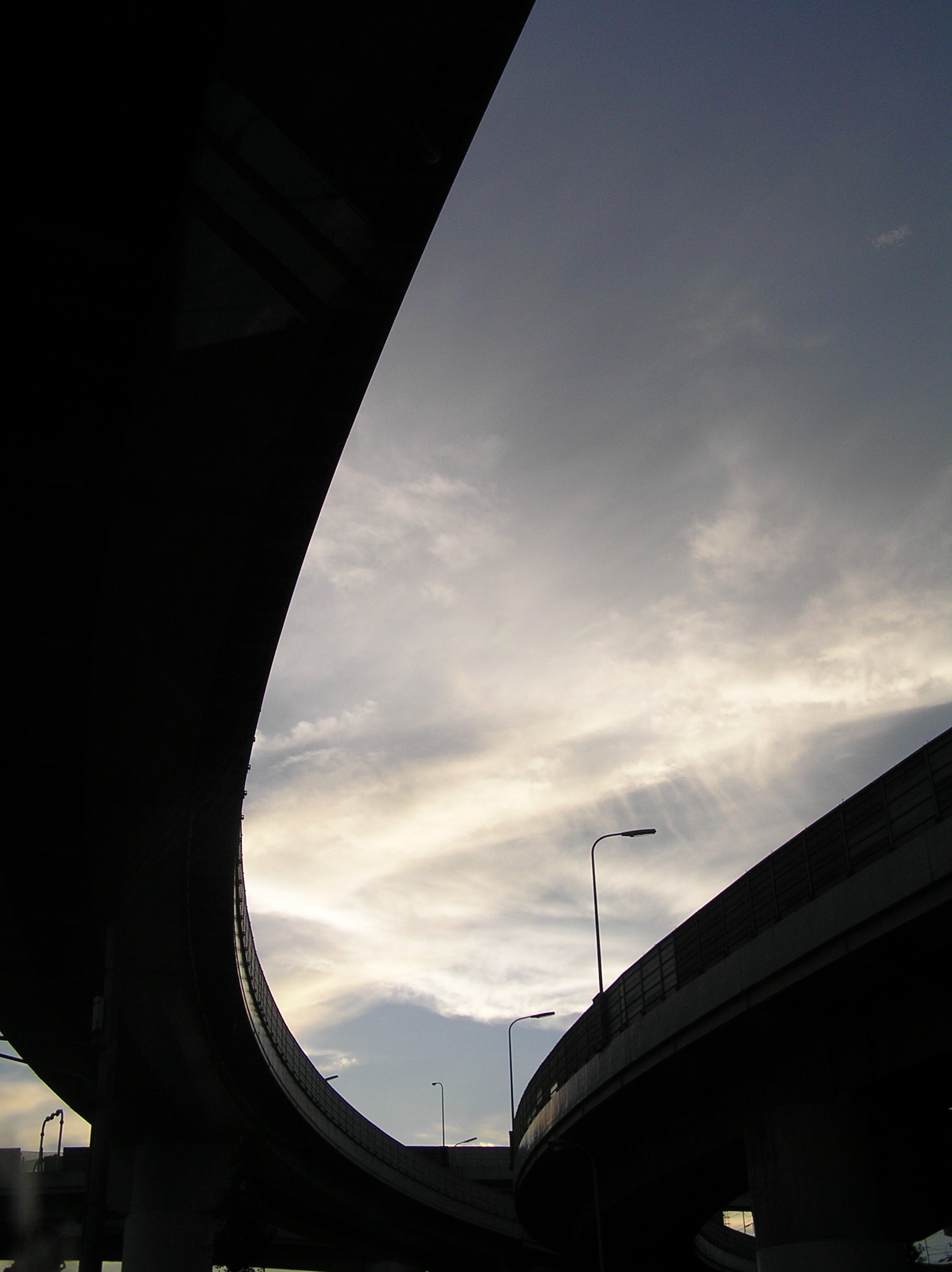
建築では地上6階建て以上では鉄骨鉄筋コンクリート(SRC)構造が採用されることが常識となっているが、土木の分野では、SRC構造による設計施工例はわずかで高速道路橋脚も多くはRC構造である。

鉄筋コンクリート構造（てっきんコンクリートこうぞう、英語: Reinforced-Concrete, 略称: RC構造, RC造）とは、鉄筋コンクリートを用いた建築の構造もしくは工法である。ジョゼフ・モニエが発明し、パリの再開発に貢献した。20世紀に世界で実用化された。日本では関東大震災の経験から広く使用されるようになった。
大別して、柱と梁で構成するラーメン構造と、壁面と床版など平面的な構造材で構成する壁式構造の二つがある。実務上は、低層建物の場合、これらを組み合わせた壁式ラーメン構造である事も多い。以前は高層ビルといえば鉄骨鉄筋コンクリート造であったが、技術の進化により、高強度コンクリートを使用した純粋な鉄筋コンクリート構造での高層ビルも多い。

## 経済性
一般的なマンションの住戸内の間取りは採光・換気等の法令上の条件によりベランダやバルコニー側に個室やリビングルーム等の居室が2室から3室で、共用廊下側は玄関・個室・浴室や便所等のユーティリティが配置されることが多く、鉄筋コンクリート構造の柱同士の間隔は一定の範囲内におさまる傾向がある。マンションの最下階に駐車場や店舗を持ついわゆる下駄履きマンションでない限り、経済スパンと呼ぶ5メートルから7メートル内外の範囲内に柱の配置計画を行なうことから建物用途としてマンションで多く採用される傾向が高くなる。
鉄筋コンクリート構造は自重が重く、ある一定限度以上の階数や体育館や展示場のように柱の無い大空間を要する建築物では構造計算上は成立しても鉄骨構造や鉄骨鉄筋コンクリート構造に比較して経済効率が悪くなるため、経済性を重視する際には他の構造を採用することが多い。鉄筋コンクリート構造を採用する是非は一般的には建設材料を運搬する車輛の道路条件や立地条件により決定され、他の構造が採用できずに鉄筋コンクリート構造を用いる際にはあらかじめ鋼材に引張力を持たせるプレストレスト導入などの手段を用いなければならないことから建設工事費は通常の鉄筋コンクリート構造よりも割高になる。
鉄筋コンクリート構造を構成する材料は鉄筋及びセメントと骨材と水であり、生コン（フレッシュコンクリート）プラントから発送されるミキサー車が敷地にアクセスできる立地であれば鉄筋コンクリート構造の建物は建設可能となる。その一方で道路幅員の狭い狭隘道路の場合はミキサー車の積載重量は小さいものとなり、道路幅員が広い立地条件の敷地に比べて多数の往路回数が必要となり平方メートル当たりの価格は割高になる。
上記の条件を勘案した上で鉄筋コンクリート構造を用いた高層建築物を建設する際には他の構造を併用した複合構造によるHigh-RC等を採用することが多い。

## 建築基準法による使用材料の制限
建築基準法によると、梁（はり）や柱に使用するコンクリートは日本産業規格 (JIS)に基づき砂利やセメントなどを原料とするよう規定しており、それ以外の原料（溶融スラグなど）を柱等の主要構造部に使うと同法違反となる。規定する理由として、溶融スラグを使用するとコンクリート内部が膨張し、コンクリート表面が2ミリメートルから3ミリメートルほど剥れてしまう「ポップアウト」現象が起こるからである。
阪神・淡路大震災を経て、仕様基準が性能基準となり、規制が緩和された。

## 鉄筋コンクリート建築規準
- 鉄筋コンクリート構造計算規準・同解説
- 鉄筋コンクリート造配筋指針・同解説
- 壁式構造関係設計規準集・同解説（壁式鉄筋コンクリート造編）
- 壁式構造配筋指針・同解説